# Odis Allison
Odis Allison jr. (2 de octubre de 1949) es un exbaloncestista estadounidense que disputó una temporada en la NBA. Con 1,98 metros de estatura, lo hacía en la posición de alero.

## Trayectoria deportiva

### Universidad
Jugó durante dos temporadas con los Rebels de la Universidad de Nevada, Las Vegas, en las que promedió 17,8 puntos y 9,9 rebotes por partido, décimo mejor anotador en la historia de su universidad. En ambas temporadas fue incluido en el segundo mejor quinteto de la West Coast Conference.

### Profesional
Fue elegido en la septuagésimo sexta posición del Draft de la NBA de 1971 por Golden State Warriors, y también en el puesto 72 del Draft de la ABA, firmando con los primeros. Allí jugó una temporada en la que promedió 1,9 puntos y 1,3 rebotes por partido.

## Estadísticas de su carrera en la NBA

### Temporada regular
| Temporada | Edad | Equipo                | Liga | P  | TIT | MIN | TC  | TCA | %TC  | 3P | 3PA | %3P | TL  | TLA | %TL  | R.OF. | R.DEF. | REB | ASIS | ROB | TAP | PER | FP  | PTS |
| 1971-72   | 22   | Golden State Warriors | NBA  | 36 |     | 4.6 | 0.5 | 2.2 | .218 |    |     |     | 0.9 | 1.7 | .541 |       |        | 1.3 | 0.3  |     |     |     | 0.9 | 1.9 |
| Total     |      |                       | NBA  | 36 |     | 4.6 | 0.5 | 2.2 | .218 |    |     |     | 0.9 | 1.7 | .541 |       |        | 1.3 | 0.3  |     |     |     | 0.9 | 1.9 |